# Arnd Barocka
Arnd Barocka (* 1952 in Oelsnitz im Vogtland) ist ein deutscher Psychiater und Klinikleiter.

## Leben
Barocka studierte von 1970 bis 1977 an den Universitäten Heidelberg, Wien und Hamburg Humanmedizin und schloss mit dem medizinischen Staatsexamen im Jahr 1977 ab. Im Jahr 1978 wurde er mit einer Dissertation zum Thema „Auswirkungen psychischer Belastung bei Patienten mit Herzinfarkt“ zum Dr. med. promoviert. Er war von 1978 bis 1999 als Neurologe, Psychiater und Psychotherapeut an den Universitätskliniken Erlangen-Nürnberg tätig. Im Jahr 1988 habilitierte er sich mit einer Habilitationsschrift über „Probleme ethischer Normen in der Psychiatrie“ und wurde zum Privatdozenten ernannt. 1990 wurde er auf eine Professur für Psychiatrie an die Universität Erlangen-Nürnberg berufen. Zuletzt war er kommissarischer Direktor der psychiatrischen Klinik mit Poliklinik der Universität. 1991 war er Research Fellow am Dept. of Psychiatry, Addenbrooke’s Hospital, University of Cambridge, England.
1999 verließ Barocka die Universität und begann seine Tätigkeit als Ärztlicher Direktor und Chefarzt der Abteilung für Allgemeine Psychiatrie und Psychotraumatologie der Klinik Hohe Mark in Oberursel im Taunus. Er ist unter anderem Dozent im M.A.-Studiengang in praktischer Theologie des Verbundes „Christliche Theologie Lebensnah“ des Theologischen Seminars St. Chrischona in Basel, des Theologischen Seminars Tabor in Marburg und des Theologischen Seminars der Liebenzeller Mission in Bad Liebenzell. Er ist Mitglied des Wissenschaftlichen Beirates des Deutschen Institutes für Jugend und Gesellschaft (DIJG). Er ist diakonischer Mitarbeiter des Deutschen Gemeinschafts-Diakonieverbandes e.V. in Marburg, Mitveranstalter der „Frankfurter Psychiatriesymposien“, Gründungsmitglied der Akademie für Psychotherapie und Seelsorge (APS) und Sprecher des Herausgeberkreises der Zeitschrift „Psychotherapie und Seelsorge“.